# Isosticta spinipes
Isosticta spinipes là loài chuồn chuồn trong họ Isostictidae. Loài này được Selys mô tả khoa học đầu tiên năm 1885.